# Clifford Gardner
Pour les articles homonymes, voir Gardner.
Clifford Spear Gardner (14 janvier 1924 – 25 septembre 2013) est un mathématicien américain spécialisé en mathématiques appliquées.

## Carrière
Gardner étudie à la Phillips Academy et à Harvard, où il obtient son bachelor en 1944. En 1953, il obtient un doctorat de l'université de New York, sous la direction de Fritz John. Par la suite, il travaille à la NASA à Langley Field, au Courant Institute of Mathematical Sciences de l'Université de New York, au Laboratoire national Lawrence Livermore et au Laboratoire de physique des plasmas de Princeton. Il est professeur de mathématiques à l'université du Texas à Austin de 1967 à 1990, date à laquelle il prend sa retraite en tant que professeur émérite.

## Prix
En 1985, il reçoit le prix Norbert Wiener pour ses contributions à l'aérodynamique supersonique et à la physique des plasmas. En 2006, il reçoit avec Martin Kruskal, Robert M. Miura et John M. Greene le prix Leroy P. Steele pour leurs travaux sur la méthode de transformation par diffusion inverse pour la solution d'équations différentielles non linéaires (équations spéciales de modélisation de solitons similaires à l'équation de Korteweg–de Vries). Ils développent une approche systématique pour résoudre de nombreuses équations aux dérivées partielles non linéaires d'une manière similaire à l'analyse de Fourier pour les équations aux dérivées partielles linéaires.
Gardner est décédé le 25 septembre 2013 à Austin, Texas.

## Publications
- Gardner, Greene, Kruskal, Miura, Method for Solving the Korteweg-deVries Equation, Physical Review Letters, vol 19, 1967, p. 1095–1097.
- Gardner, Greene, Kruskal, Miura, Korteweg-de-Vries equation and generalizations VI: Methods for exact solution. In: Comm. Pure Applied Mathematics. vol 27, 1974, p. 97–133.